# Richard C. Halverson

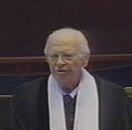
Richard C. Halverson

Richard Christian Halverson (* 1916 in Pingree, North Dakota; † 28. November 1995 in Arlington, Virginia) war ein US-amerikanischer Geistlicher der Presbyterian Church und von 1981 bis 1994 Kaplan des US-Senats. 

## Leben
Halverson war eines der wesentlichen Gründungsmitglieder des evangelikalen Netzwerks The Family, das seit 1956 das National Prayer Breakfast in den USA organisiert. Dort war er seit 1956 stellvertretender Exekutivdirektor und insbesondere an der Internationalisierung des Netzwerkes beteiligt, half aber 1968 in den USA selbst zum Beispiel auch beim Aufbau der paramilitärisch organisierten Black Buffers als rechtsgerichtete Antwort auf die Black Panther. Obwohl er 1965 nach dem Rücktritt Abraham Vereides, dem Gründer des Netzwerks, geschäftsführender Direktor wurde, scheiterte letztlich sein Versuch, die Nachfolge Vereides als Führer des Netzwerks anzutreten; er war aber weiterhin neben Douglas Coe in der Führung der Bewegung beteiligt.
Daneben war Halverson neben Robert Pierce auch Gründungsmitglied und erster Vizepräsident von World Vision Inc., einer der weltgrößten christlichen Hilfsorganisationen, an deren Aufbau und Internationalisierung er beteiligt war. Von 1956 bis 1983 war er Mitglied des Direktoriums von World Vision Inc., wobei er dort von 1966 bis 1983 als Vorsitzender diente. Als Vizepräsident von World Vision diente er dort bei Abwesenheit von Bob Pierce 1964/1965 als geschäftsführender Präsident. Er war auch geschäftsführender Präsident in der Übergangszeit nach dem Rücktritt von Robert Pierce im Jahr 1967, bis Stanley Mooneyham 1969 zum Präsidenten von World Vision ernannt wurde. Er war auch Präsident der Hilfsorganisation Concern Ministries Inc.
Den Posten als Kaplan des US-Senats erhielt er 1981, nachdem der Republikaner Mark Hatfield seine Senatskollegen überzeugt hatte, Halverson zum Nachfolger von Edward Elson zu wählen. Im März 1995 gab er das Amt des Kaplans an Lloyd John Ogilvie weiter.

## Auszeichnungen
1977 erhielt er den Distinguished Alumnus Award der Valley City State University und 1994 erhielt er den Theodore Roosevelt Rough Rider Award des Bundesstaates North Dakota.

## Bücher
- Relevance: The Role of Christianity in the Twentieth Century, 1968
- A Day at a Time, 1974
- Somehow inside of Eternity, January 1981
- Timelessness of Jesus Christ, January 1982
- Word of a Gentleman: Meditations for Modern Man, December 1983
- Man to Man, January 1984
- Living Fellowship, January 1986
- No Greater Power: Perspective for Days of Pressure, August 1986
- We the People, July 1987
- Wisdom on Faith, April 1995
- Wisdom on the Church, April 1995
- Wisdom on America, December 1995
- Wisdom on Life, December 1995

Zusätzlich schrieb er die Einleitung zu:
- My Utmost for His Highest, von Oswald Chambers
- Our Presbyterian Heritage, von Paul R. Carlson